# Дороу, Хауи
Хо́вард Дуэ́йн Доро́у (англ. Howard Dwaine Dorough; род. 22 августа 1973, Орландо, Флорида) — американский музыкант, певец, участник группы Backstreet Boys. Хауи выпустил сольный альбом Back to Me в 2011 году.

## Биография

### Детство
Хауи родился в семье пуэрториканки Паулы Флорес и американца ирландского происхождения Хоука Дороу в городе Орландо, США. Он — самый младший ребёнок в семье. У певца 3 сестры — (Энджел, Кэролайн (умерла в 1998 году), Полианна) и брат Джон. Отец Хауи скончался 22 июня 2008 года от осложнений, вызванных раком мозга и легких.
В 6 лет Дороу принял участие в спектакле по книге «Удивительный волшебник из страны Оз». Он начал заниматься пением в хоре католической церкви и играть роли в театральных постановках. В 1987 году прошёл кастинг в группу Менудо, но ему было отказано из-за плохого знания испанского языка. Дороу окончил школу Edgewater high school в городе Орландо в 1991 году. Он учился в одном колледже с участником группы ’N Sync Крисом Киркпатриком. В юности Хауи участвовал во многих кастингах и прослушиваниях, на которых он познакомился и сдружился с будущими участниками Backstreet Boys Ником Картером и Эй Джей Маклином. В мае 1992 года из объявления в местной газете стало известно о кастинге молодых людей в возрасте от 12 до 18 лет в вокальную группу. Трое друзей стали первыми участниками группы, к ним присоединились профессиональный танцор и актёр Кевин Ричардсон и Брайан Литтрелл, двоюродный брат Кевинa из Кентукки.

### Backstreet Boys
С 1993 года является участником группы Backstreet Boys. В начале карьеры группа выступала везде на небольших концертных площадках, в школах и в торговых центрах. В 1994 году они подписали контракт с Jive Records. Группа стала набирать популярность в европейских странах, начиная с Германии, и отправилась в тур в поддержку своего дебютного альбома. Альбом постепенно поднялся в первую десятку чартов в большинстве стран, его продажи составляли около 8 млн. экземпляров.
Группа выпустила свой второй альбом «Backstreet’s Back», параллельно выпустив свой дебютный альбом в США, который представлял собой компиляцию их международного дебютного альбома и «Backstreet’s Back». Альбом поднялся на 4 строчку чарта Billboard 200, его продажи составили около 11 млн экземпляров. В то же время «Backstreet’s Back» стал ещё более популярным, чем их дебютный альбом, и стартовал на вершине многих чартов. В 1998 году группа продолжила свои гастроли. Альбом «Millennium» был выпущен в мае 1998 года. Он занял первое место в хит-параде многих стран и стал одним из самых успешных альбомов в истории современной музыки. Первый сингл со следующего альбома «Black & Blue» под названием «Shape of My Heart» был выпущен в радиоэфир 3 октября. «Black & Blue» поставил рекорд с продажами в 1,59 млн экземпляров в первую неделю, это сделало Backstreet Boys первыми музыкантами, у которых несколько альбомов подряд по продажам превысило миллион экземпляров. Группа выпустила сборник хитов и объявила о перерыве в карьере. В 2003 году Backstreet Boys воссоединились. Новый альбом «Never Gone» вышел в 2005 году. В 2007 году группу покинул «Кевин Ричардсон. После его ухода Хауи перешло большинство партий бывшего партнера по группе, несмотря на разные звуковые диапазоны. Став квартетом, группа выпустила альбомы Unbreakable» (2007) и «This Is Us» (2009). В конечном счете группа стала одной из самых успешных в истории музыки с продажами более 130 млн. экземпляров. В 2011 году Backstreet Boys отправились в совместный тур с группой New Kids on the Block. В данный момент группа в оригинальном составе записывает новый альбом, посвященный 20-летию группы.

Хауи — контрате́нор и обладатель уникального «фальцета. Обычно Дороу поет самым высоким голосом в припевах и заметен как один из основополагающих голосов в балладах группы, где он поет медленные по темпу партии (I want it that way», «Drowning», «The answer to our life», «Show me the meaning of being lonely»). 

### Сольная карьера
Во время тура Backstreet Boys «Unbreakable Tour» Дороу выступал на сцене с сольной песней «She’s like the sun». В 2008 году Хауи записал дуэт совместно с филиппинской певицей Сарой Джеронимо. Песня «I’ll be there» стала первым синглом с нового альбома певицы «Just Me». Спустя месяц после релиза альбом стал платиновым. 9 ноября 2011 года Хауи выпустил дебютный сольный альбом «Back to Me». Первый сингл с альбома «100» был замечен в Канаде и добился некоторого успеха на радио. В ноябре 2011 Хауи выступал на разогреве у Бритни Спирс во время её Femme Fatale Tour в Южной Америке. 13 марта 2012 года Дороу выпустил концертный мини-альбом «Live From Toronto».

### Другие проекты
В 1997 Хауи с братом Джоном основал компанию Sweet D, которая занимается строительством недвижимости. Он основал продюсерскую компанию Howie Dorough Music. С 2006 года Хауи является продюсером певца Джорджа Нозука. Хауи совместно со своим партнером Си Джеем (англ. CJ) из группы 3Deep открыл компанию Three Street Management. С января 2009 года компания выступает менеджером поп/R&B исполнителя Дэна Талевски, ставшего известным через сайт Youtube. Хауи также является менеджером групп NMD (No More Drama) и Neverest.
В 2009 году Дороу написал историю для книги из серии сборников коротких новелл «Куриный бульон для души». В книге «Куриный бульон для души: История создания песни» Хауи рассказал о событиях, вдохновивших его на написание песни «What makes you different (makes you beautiful)», которая была записана Backstreet Boys и позже использована для саундтрека к фильму «Дневники принцессы».

### Благотворительность
В 1998 году в возрасте 38 лет сестра Хауи — Кэролайн Дороу-Кокран (англ. Caroline Dorough-Cochran) умерла от системной красной волчанки. По прошествии некоторого времени Дороу основал благотворительную организацию Dorough Lupus Foundation, которая занимается информированием о болезни, помощью, в том числе и финансовой, больным волчанкой и исследованиями в этой области. В 2007 году Хауи получил награду «Сияющая Звезда» (англ. Shining Star) журнала StarShine Magazine за свою работу с Dorough Lupus Foundation.
В июне 2008 года певец совместно с маркой бижутерии Rock Your Religion создал кулон, названный в его честь («The Howie Pendant by Rock Your Religion»). Средства от его продажи пойдут в поддержку фонда.

### Личная жизнь
16 августа 2007 года Хауи объявил о помолвке со своей девушкой Ли Бониелло (англ. Leigh Boniello), брокером по операциям с недвижимостью. Они начали встречаться в 2000 году, когда Ли работала веб-мастером официального сайта Backstreet Boys. Свадьба состоялась 8 декабря 2007 года в городе Орландо. Их первенец, Джеймс Хоук Дороу (англ. James Hoke Dorough) был рожден 6 мая 2009 года. В августе 2012 года стало известно, что пара ожидает второго сына. Холден Джон Дороу родился 16 февраля 2013 года.

## Дискография
См. также Дискография Backstreet Boys

### Альбомы
| Название            | Год                                                              | Детали                                                                                                 |
| ------------------- | ---------------------------------------------------------------- | --- |
| «Back to Me»        | - Выпущен: 9 ноября 2011 (Япония) - Выпущен:15 ноября 2011 (США) | - Тип: студийный альбом - Лейбл: Avex Group (Япония), Sony Music (США) - Формат: CD, цифровая загрузка |
| «Live From Toronto» | - Выпущен: 13 марта 2012                                         | - Тип: концертный мини-альбом - Формат: цифровая загрузка                                              |

### Синглы
| Year | Single             | Album      |
| ---- | ------------------ | ---------- |
| 2011 | «100»              | Back To Me |
| 2011 | «Lie to Me»        | Back To Me |
| 2012 | «Going Going Gone» | Back To Me |

### Сотрудничество
- «Show me what you got» — с корейской певицей BoA.
- «It still matters» (яп. ~愛は眠らない, Ai wa Nemuranai) — с японской группой Gospellers, сингл выпущен 17 октября 2007 года.
- «I’ll be there» — с филиппинской певицей Сарой Джеронимо[5], сингл выпущен 28 сентября 2008 года.
- «Worth Fighting For» — с японским певцом Shirota Yu, сингл выпущен 22 февраля 2012 года.

## Фильмография
| Год  |    | Русское название           | Оригинальное название      | Роль                       |
| ---- | -- | -------------------------- | -------------------------- | -------------------------- |
| 1989 | ф  | Родители                   | Parenthood                 | мальчик в классной комнате |
| 1998 | с  | Сабрина — маленькая ведьма | Sabrina, the Teenage Witch | в роли самого себя         |
| 1999 | ф  | Мумия                      | The Mummy                  | солдат                     |
| 2000 | ф  | Воля случая                | Longshot                   | не указан в титрах         |
| 2000 | с  | Город пришельцев           | Roswell                    | пришелец                   |
| 2002 | мс | Артур                      | Arthur                     | в роли самого себя         |
| 2002 | с  | Сабрина — маленькая ведьма | Sabrina, the Teenage Witch | Страм                      |
| 2002 | мс | Даша Следопыт              | Dora the Explorer          | Санта Клаус                |
| 2005 | ф  | Созвездие                  | Constellation              | Алек                       |